# Chelifera perlucida
Chelifera perlucida är en tvåvingeart som beskrevs av Niesiolowski 1986. Chelifera perlucida ingår i släktet Chelifera och familjen dansflugor.
Artens utbredningsområde är Polen. Inga underarter finns listade i Catalogue of Life.